# Spreckels (Kalifornija)
Spreckels je naseljeno područje za statističke svrhe u američkoj saveznoj državi Kalifornija. Prema popisu stanovništva iz 2010. u njemu je živjelo 673 stanovnika.